# 钻齿卷瓣兰
钻齿卷瓣兰（学名：Bulbophyllum guttulatum）为兰科石豆兰属下的一个种。

## 扩展阅读
維基物種上的相關：钻齿卷瓣兰